# Nigel Melker
Nigel Melker, né le 25 janvier 1991 à Rotterdam, est un pilote automobile néerlandais.

## Carrière
- 2005 : Karting : Championnat d'Europe ICA Junior  Vice-Champion, et champion d'Allemagne junior KF3
- 2008 : Formule Renault 2.0 NEC 12e et Formule Renault 2.0 Italie 18e
- 2009 : Formule Renault 2.0 NEC 18e
- 2010 : GP3 Series, avec l'écurie Mücke Motorsport
- 2012 : GP2 Series, avec l'écurie Ocean Racing Technology[1]